# Summonte
Summonte là một đô thị (comune) thuộc tỉnh Avellino trong vùng Campania của Ý. Summonte có diện tích 12 km2, dân số là 1636 người (thời điểm ngày 1 tháng 5 năm 2009
).